# Englische Cricket-Nationalmannschaft in Südafrika in der Saison 1898/99
Die Tour der englischen Cricket-Nationalmannschaft nach Südafrika in der Saison 1898/99 fand vom 14. Februar bis zum 4. April 1899. Die internationale Cricket-Tour war Bestandteil der Internationalen Cricket-Saison 1898/99 und umfasste zwei Tests. England gewann die Serie 2–0.

## Vorgeschichte
Für beide Mannschaften war es die erste Tour der Saison.
Das letzte Aufeinandertreffen der beiden Mannschaften bei einer Tour fand in der Saison 1895/96 in Südafrika statt.

## Stadien
Die folgenden Stadien wurden für die Tour als Austragungsort vorgesehen:
| Stadion                    | Stadt        | Kapazität | Spiele  |
| -------------------------- | ------------ | --------- | ------- |
| Old Wanderers No. 1 Ground | Johannesburg |           | 1. Test |
| Newlands Cricket Ground    | Kapstadt     | 25.000    | 2. Test |

## Kaderlisten
Die Mannschaften benannten die folgenden Kader:
| Test | Test |
| Südafrika | England |
| --- | --- |
| - Murray Bisset (K, wk) - Robert Dower - Howard Francis - Robert Graham - Barberton Halliwell - Frederick Kuys - Charlie Llewellyn - Bonnor Middleton - Albert Powell - Charles Prince - George Rowe - William Shalders - George Shepstone - Jimmy Sinclair - William Solomon - Vincent Tancred | - Lord Hawke (K) - Alfred Archer - Jack Board (wk) - Hugh Bromley-Davenport - Willis Cuttell - Schofield Haigh - Frank Milligan - Frank Mitchell - Albert Trott - Johnny Tyldesley - Pelham Warner - Clem Wilson |

## Tests

### Erster Test in Johannesburg
| 14. – 16. Februar Scorecard | Johannesburg | England 145 (77.2) & 237 (104) | – | Südafrika 251 (84.1) & 99 (77.1) |
|                             |              | England gewinnt mit 32 Runs    |   |                                  |

England gewann den Münzwurf und entschied sich als Schlagmannschaft zu beginnen. Für sie formten Frank Mitchell und Pelham Warner eine Partnerschaft. Warner erreichte dabei 21 Runs und kurz darauf schied Mitchell nach 28 Runs aus. Daraufhin kam Johnny Tyldesley ins Spiel der 17 Runs erzielte. Nachdem Willis Cuttell ins Spiel gekommen war, erzielte an dessen Seite Frank Milligan 11 Runs, bevor er eine weitere Partnerschaft mit Jack Board formte. Cuttell verlor dann sein Wicket nach 19 Runs und Board nach 29 Runs. Die Wickets wurden von vier Bowlern erzielt, die jeweils zwei Wickets erreichten: Robert Graham für 22, George Rowe für 34, Charlie Llewellyn für 35 und Bonnor Middleton für 48 Runs. Für Südafrika begannen Jimmy Sinclair und Vincent Tancred. Tancred schied nach 18 Runs aus und nachdem Murray Bisset ins Spiel kam, endete der Tag beim Stand von 83/6. Am zweiten Tag schied Bisset nach 35 Runs aus und nachdem Charlie Llewellyn hineinkam verlor Sinclair sein Wicket nach einem Fifty über 86 Runs. An der Seite von Llewellyn folgte Bonnor Middleton. Llewellyn schied nach 38 Runs aus und Middleton bildete eine letzte Partnerschaft mit George Rowe, bevor er selbst nach 22 Runs das letzte Wicket des Innings verlor. Rowe hatte bis dahin 13* Runs erreicht und so den Vorsprung auf 106 Runs erhöht. Beste englische Bowler waren Albert Trott mit 4 Wickets für 61 Runs und Schofield Haigh mit 3 Wickets für 101 Runs. Für England etablierte sich Eröffnungs-Batter Pelham Warner und an seiner Seite erzielte Johnny Tyldesley 17, Clem Wilson 18 und Willis Cuttell 21 Runs, bevor der Tag beim Stand von 171/7 endete. Am dritten Tag konnte an der Seite von Warner Jack Board 17 Runs erreichen, bevor Warner das Innings ungeschlagen mit einem Century über 132 Runs beendete. Die Vorgabe für Südafrika betrug damit 132 Runs. Beste südafrikanische Bowler waren Bonnor Middleton mit 5 Wickets für 51 Runs und Charlie Llewellyn it 3 Wickets für 89 Runs. Für Südafrika erreichte zunächst Howard Francis 29 Runs. Daraufhin etablierte sich Murray Bisset. An seiner Seite konnte Bonnor Middleton 14 Runs erreichen, jedoch sich kein anderer Batter etablieren. Bisset erzielte bis zum Ende des Innings 21* Runs, was jedoch nicht ausreichte, um die Vorgabe einzuholen. Beste englische Bowler waren Albert Trott mit 5 Wickets für 49 Runs und Willis Cuttell mit 3 Wickets für 17 Runs.

### Zweiter Test in Kapstadt
| 1. – 4. April Scorecard | Kapstadt | England 92 (48) & 330 (132.2) | – | Südafrika 177 (57.2) & 50 (22.4) |
|                         |          | England gewinnt mit 210 Runs  |   |                                  |

England gewann den Münzwurf und entschied sich als Schlagmannschaft zu beginnen. Für sie bildeten Frank Mitchell und Pelham Warner eine Partnerschaft. Mitchell schied nach 18 Runs aus und wurde gefolgt durch Johnny Tyldesley. Warner verlor sein Wicket nach 31 Runs und Tyldesley kurz darauf nach 13 Runs. Daraufhin kam Clem Wilson ins Spiel, jedoch konnte er keinen weiteren Partner finden der sich etablieren konnte und so endete das Innings nach 99 Runs als Wilson 10* Runs erzielt hatte. Die südafrikanischen Wickets erzielten Jimmy Sinclair mit 6 Wickets für 26 Runs und Bonnor Middleton mit 4 Wickets für 18 Runs. Nachdem Südafrika seine Eröffnungs-Batter verlor formten Murray Bisset und Jimmy Sinclair eine Partnerschaft. Bisset schied nach 15 Runs aus und der hineinkommende Frederick Kuys nach 26 Runs. Kurz darauf endete der Tag beim Stand von 126/7. Nach einem Ruhetag verlor dann Sinclair sein Wicket nach einem Century über 106 Runs und nachdem das letzte Wicket fiel, hatte Südafrika einen Vorsprung von 85 Runs. Beste englische Bowler waren Albert Trott mit 4 Wickets für 69 Runs und Schofield Haigh mit 3 Wickets für 88 Runs. England begann mit Frank Mitchell und Pelham Warner. Warner schied nach 23 Runs aus und Mitchell kurz darauf nach 41 Runs Daraufhin etablierte sich Johnny Tyldesley und an seiner Seite erreichte Willis Cuttell 18 und Albert Trott 16 Runs. Nachdem Schofield Haigh ins Spiel gekommen war, endete der Tag beim Stand von 221/5. Am dritten Spieltag verlor Haigh sein Wicket nach 25 Runs und wurde gefolgt durch Frank Milligan. Tyldesley schied dann nach einem Century über 112 Runs aus und wurde gefolgt dich Alfred Archer. Milligan erreichte dann 38 Runs, während Archer das innigns ungeschlagen mit 24* Runs beendete. Die Vorgabe für Südafrika lag danach bei 246 Runs. Beste südafrikanische Bowler waren Jimmy Sinclair mit 3 Wickets für 63 Runs und George Rowe mit 3 Wickets für 93 Runs. Für Südafrika konnte nur der Eröffnungs-Batter Albert Powell mit 11 Runs eine zweistellige Run-Zahl erreichen, und so fiel das letzte Wicket nach 35 Runs. Die englischen Wickets erzielten Schofield Haigh mit 6 Wickets für 11 Runs und Albert Trott mit 4 Wickets für 19 Runs.

## Statistiken
Die folgenden Cricketstatistiken wurden bei dieser Tour erzielt.
| Tests            | Tests      | Tests   | Tests   | Tests   | Tests   | Tests   | Tests   | Tests   |
| Batting          | Batting    | Batting | Batting | Batting | Batting | Batting | Batting | Batting |
| Spieler          | Mannschaft | Spiele  | Innings | Runs    | Average | HS      | 100s    | 50s     |
| ---------------- | ---------- | ------- | ------- | ------- | ------- | ------- | ------- | ------- |
| Pelham Warner    | England    | 2       | 4       | 207     | 69,00   | 132*    | 1       | 0       |
| Jimmy Sinclair   | Südafrika  | 2       | 4       | 200     | 50,00   | 106     | 1       | 1       |
| Johnny Tyldesley | England    | 2       | 4       | 159     | 39,75   | 71      | 1       | 0       |
| Frank Mitchell   | England    | 2       | 4       | 88      | 22,00   | 84      | 0       | 0       |
| Murray Bisset    | Südafrika  | 2       | 4       | 72      | 24,00   | 64      | 0       | 0       |
| Bowling          |            |         |         |         |         |         |         |         |
| Spieler          | Mannschaft | Spiele  | Overs   | Wickets | Average | BBI     | 5W      | 10W     |
| Albert Trott     | England    | 2       | 94.4    | 17      | 11,64   | 5/49    | 1       | 0       |
| Schofield Haigh  | England    | 2       | 80.4    | 14      | 15,71   | 6/11    | 1       | 0       |
| Bonnor Middleton | Südafrika  | 2       | 96.0    | 11      | 17,36   | 5/51    | 1       | 0       |
| Jimmy Sinclair   | Südafrika  | 2       | 43.2    | 9       | 9,88    | 6/26    | 1       | 0       |
| George Rowe      | Südafrika  | 2       | 99.2    | 7       | 26,57   | 3/93    | 0       | 0       |